# Чорум
Чорум (тур. Çorum) је град у Турској у вилајету Чорум. Према процени из 2009. у граду је живело 210.822 становника.

## Становништво
Према процени, у граду је 2009. живело 210.822 становника.
| 1990.   | 2000.   |
| ------- | ------- |
| 116.810 | 161.321 |